# Allocosa efficiens
Allocosa efficiens este o specie de păianjeni din genul Allocosa, familia Lycosidae, descrisă de Roewer, 1959. Conform Catalogue of Life specia Allocosa efficiens nu are subspecii cunoscute.